# Joan Gallard
Joan Gallard fou originari de la diòcesi d'Urgell, entre els segles XV-XVI.
Al mes de setembre de 1498 fou beneficiari de les rendes del benefici de Santa Bàrbara de la Catedral de Barcelona, i entre els anys 1506 i 1507 va regentar el magisteri de cant de la Catedral de Barcelona succeint a Pere Joan Aldomar.
El 14 d'agost de 1514 aquest fou anomenat succentor de la Catedral de Barcelona, lloc on va reprendre el magisteri de cant entre 1529 i 1530; durant aquest període transcorre el traspàs d'Antoni Salvat, fins a la incorporació de García Govantes. L'any1544 se li va concedir el benefici de Santa Catalina en aquesta mateixa seu.